# FTL
FTL (англ. Ferritin light chain) – білок, який кодується однойменним геном, розташованим у людей на короткому плечі 19-ї хромосоми. Довжина поліпептидного ланцюга білка становить 175 амінокислот, а молекулярна маса — 20 020.
| 10         |  | 20         |  | 30         |  | 40         |  | 50         |
| ---------- |  | ---------- |  | ---------- |  | ---------- |  | ---------- |
| MSSQIRQNYS |  | TDVEAAVNSL |  | VNLYLQASYT |  | YLSLGFYFDR |  | DDVALEGVSH |
| FFRELAEEKR |  | EGYERLLKMQ |  | NQRGGRALFQ |  | DIKKPAEDEW |  | GKTPDAMKAA |
| MALEKKLNQA |  | LLDLHALGSA |  | RTDPHLCDFL |  | ETHFLDEEVK |  | LIKKMGDHLT |
| NLHRLGGPEA |  | GLGEYLFERL |  | TLKHD      |  |            |  |            |

A: Аланін

C: Цистеїн

D: Аспарагінова кислота

E: Глутамінова кислота

F: Фенілаланін

G: Гліцин

H: Гістидин

I: Ізолейцин

K: Лізин

L: Лейцин

M: Метіонін

N: Аспарагін

P: Пролін

Q: Глутамін

R: Аргінін

S: Серин

T: Треонін

V: Валін

W: Триптофан

Задіяний у такому біологічному процесі, як ацетилювання. 
Білок має сайт для зв'язування з іонами металів, іоном заліза. 